# هيلين أيتشيسون
هيلين أيتشيسون (بالإنجليزية: Helen Aitchison)‏ مواليد 06 ديسمبر 1881 - الوفاة 26 مايو 1947 في أيلزبري، كانت لاعبة كرة مضرب إنجليزية. سبق أن شاركت في دورة الألعاب الأولمبية الصيفية.

## الميداليات
| الميدالية | المسابقة                       |
| --------- | ------------------------------ |
| فضية      | الألعاب الأولمبية الصيفية 1912 |

## روابط خارجية
- هيلين أيتشيسون على موقع الاتحاد الدولي لكرة المضرب (الإنجليزية)
- هيلين أيتشيسون على موقع اللجنة الأولمبية الدولية (الإنجليزية)
- هيلين أيتشيسون على موقع أوليمبيديا (الإنجليزية)